# فوليرين

نموذج متحرك لـ C_{60}.

الفوليرين جزيئات تتكون بالكامل من ذرات الكربون وتكون على شكل كرة مجوفة، وتسمى أحيانا كرات بوكي buckyballs. يعد الفوليرين أحد متآصلات الكربون وذلك بالإضافة إلى الألماس والغرافيت والكربون اللابلوري مثل السناج والفحم النباتي.
يتشكل الفوليرين بتسخين الغرافيت في الهيليوم إلى أن يتبخر، ثم يترك ليبرد ويتكثف، وتترتب ذراتها في أنماط مسدسة ومثمنة شبيهة بالموجودة على كرة القدم.

## الاكتشاف
قبل أن يكتشف الفوليرين كانت هناك تخمينات وتوقعات لبنى مركبات تشبه الفوليرين في بنيتها. ففي إحدى الدوريات العلمية عام 1965 اقترحت بنية على شكل قفص عشروني الوجوه لمركب C60H60 وذلك كإحدى البنى الفراغية الممكنة. إن وجود مركبات C60 تم التنبؤ بها من قبل إيجي أوساوا Eiji Osawa من جامعة تويوهاشي للتكنولوجيا عام 1970  حيث لاحظ أن بنية الكورانولين Corannulene تشبه شكل قطاع من كرة القدم، وافترض أن الشكل الكامل للكرة يمكن أن يكون موجوداً. نشر أوساوا أبحاثه في الدوريات العلمية اليابانية لكن أفكاره لم تصل إلى أوروبا أو الولايات المتحدة.
باستخدام تقنية مطيافية الكتلة لوحظ وجود قمم توافق تماما كتلة 60 ذرة كربون. تمكن كل من هارولد كروتو وروبرت كورل وريتشارد سمولي من جامعة رايس من اكتشاف مركب C60 ومن بعده الفوليرينات. وحاز ثلاثتهم على جائزة نوبل في الكيمياء عام 1996 لدورهم في هذا الإنجاز.

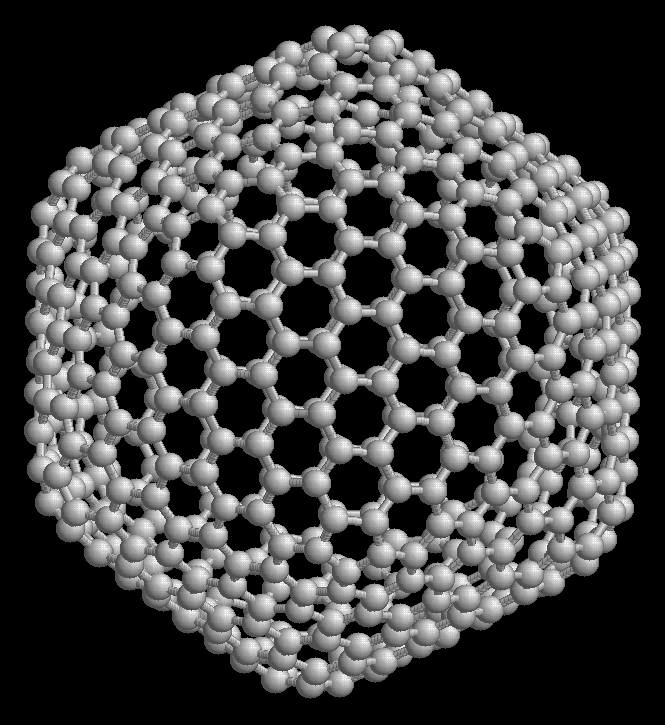
نموذج لمركب فوليرين C_{540}

## معرض صور

## اقرأ أيضا
- تآصل الكربون
- فوليرين داخلي